# 卡拉萨陨击坑
卡拉萨陨击坑（Karratha）是火星门农尼亚区的一座撞击坑，中心坐标位于南纬15.69度、东经203.60度，直径10公里（6.2英里），其名称取自西澳大利亚州的卡拉薩镇，2021年，被国际天文联合会批准采用。
卡拉萨陨击坑位于伯顿陨击坑南面，它坐落在更大的丹皮尔陨击坑内。